# Christian Chartier
Christian Chartier (* 29. Dezember 1980 in St. Lazare, Manitoba) ist ein ehemaliger kanadischer Eishockeyspieler, der im Verlauf seiner aktiven Karriere zwischen 1996 und 2012 unter anderem 276 Spiele für die Augsburger Panther und den ERC Ingolstadt in der Deutschen Eishockey Liga (DEL) auf der Position des Verteidigers bestritten hat. Darüber hinaus absolvierte Chartier über 200 weitere Partien in der American Hockey League (AHL).

## Karriere

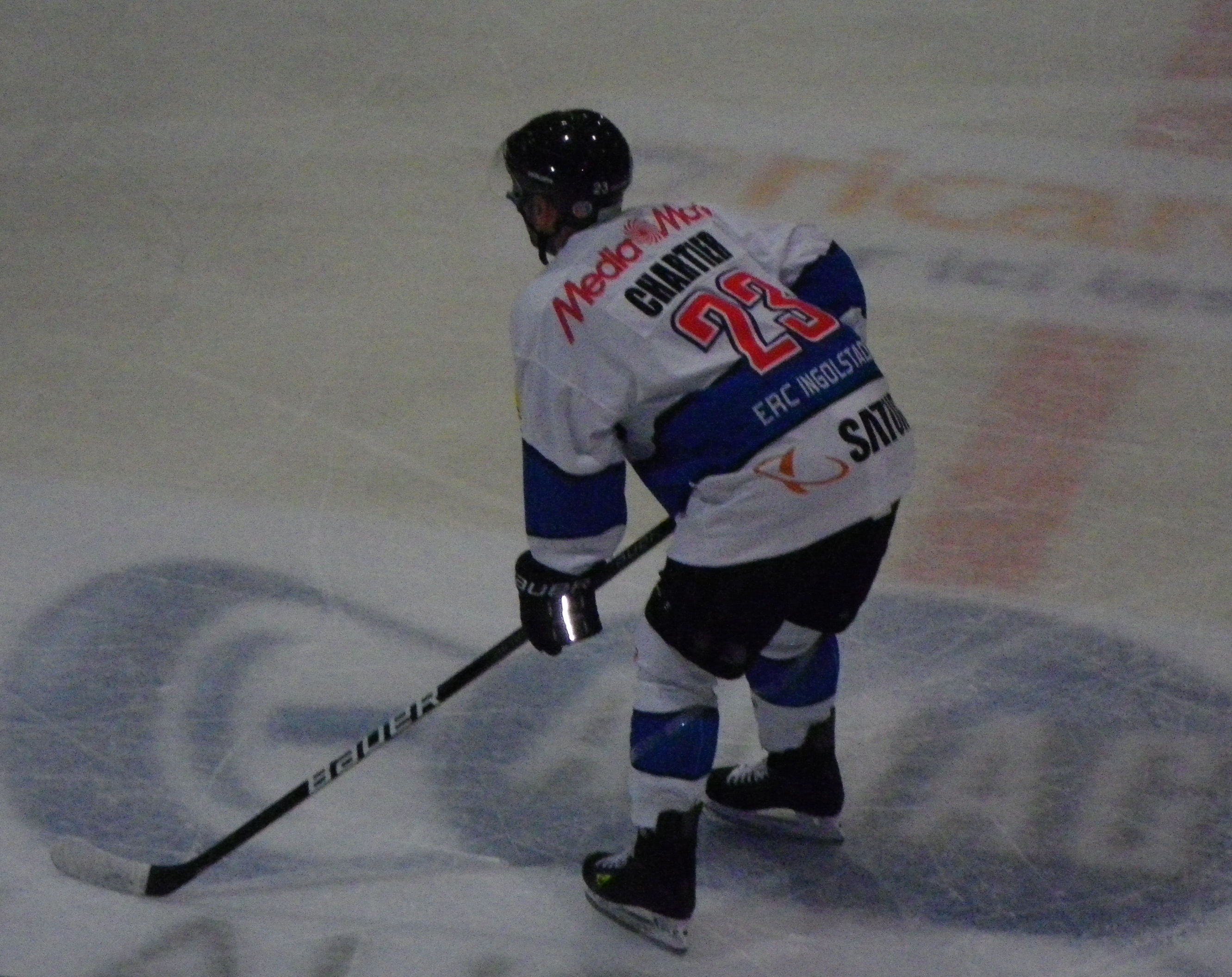
Chartier im Trikot des ERC Ingolstadt (2010)

Christian Chartier begann seine Karriere als Eishockeyspieler bei den Saskatoon Blades aus der Western Hockey League (WHL), für die er von 1996 bis 1999 drei Jahre lang spielte. Während des NHL Entry Draft 1999 wurde Chartier in der siebten Runde als insgesamt 199. Spieler von den Edmonton Oilers aus der National Hockey League (NHL) gewählt. Anschließend wechselte er innerhalb der WHL zu den Prince George Cougars, für die er zwei Jahre aktiv war. In seiner ersten Spielzeit im professionellen Eishockey kam Chartier im Spieljahr 2001/02 insgesamt 65-mal für die St. John’s Maple Leafs aus der American Hockey League (AHL) zum Einsatz. Nach drei Spielzeiten wechselte Chartier zu den Las Vegas Wranglers aus der ECHL. In der Saison 2005/06 spielte Chartier zudem einmal für die Manitoba Moose bzw. zweimal für die Iowa Stars aus der AHL.
Während der Saison 2006/07 stand der Verteidiger erstmals in Europa unter Vertrag, als ihn Vålerenga IF aus der norwegischen GET-ligaen verpflichtete. Mit dem Team gewann er am Saisonende die norwegische Meisterschaft. Danach folgten drei Jahre, in denen Chartier für die Augsburger Panther aus der Deutschen Eishockey Liga (DEL) spielte. In der Saison 2010/11 stand Chartier beim ERC Ingolstadt unter Vertrag, kehrte aber nach Saisonende zu den Panthern zurück. Nach der Spielzeit 2011/12 beendete der 31-Jährige seine aktive Karriere.

## Erfolge und Auszeichnungen
- 2001 Bill Hunter Memorial Trophy
- 2001 WHL West First All-Star Team
- 2007 Norwegischer Meister mit Vålerenga IF

## Karrierestatistik
(Legende zur Spielerstatistik: Sp oder GP = absolvierte Spiele; T oder G = erzielte Tore; V oder A = erzielte Assists; Pkt oder Pts = erzielte Scorerpunkte; SM oder PIM = erhaltene Strafminuten; +/− = Plus/Minus-Bilanz; PP = erzielte Überzahltore; SH = erzielte Unterzahltore; GW = erzielte Siegtore; 1 Play-downs/Relegation; Kursiv: Statistik nicht vollständig)